# Bardolino classico
Il Bardolino Classico è un vino DOC la cui produzione è consentita nella provincia di Verona.

## Caratteristiche organolettiche
- colore: rosso rubino chiaro tendente a volte al cerasuolo che si trasforma in granato con l'invecchiamento.
- odore: vinoso con leggero profumo delicato.
- sapore: asciutto, sapido, leggermente amarognolo, armonico, sottile, talvolta leggermente frizzante.

## Produzione
Provincia, stagione, volume in ettolitri
- Verona  (1990/91)  70707,1
- Verona  (1991/92)  95198,89
- Verona  (1992/93)  103540,83
- Verona  (1993/94)  88621,14
- Verona  (1994/95)  93140,05
- Verona  (1995/96)  89942,0
- Verona  (1996/97)  80655,98